# Экспресс изгнания
«Экспресс изгнания» — американский фильм 1939 года режиссёра Оттиса Гаррета с Анной Стэн в главной роли русской эммигрантки в США депортируемой по подозрению в шпионаже и краже отравляющего вещества. Первый фильм Анны Стэн в США после её переезда из Германии.
Малоизвестный фильм — последний фильм небольшой компании «Grand National Pictures», которая до этого выпустила с дюжину фильмов понеся убытки и вышла из кинобизнеса в том же году, распродав фильмы. Фильм был не замечен критикой, однако, во второй половине 1940-х неоднократно транслировался пионерами американского телевещания, став одним из первых телефильмов США.

## Сюжет
Русская эмигрантка в США Надин Николас усердно готовится к экзамену на получение гражданства и работает лаборантом у химика-исследователя доктора Хайта. Но этот учёный ведёт не простые исследования — он разработал своего рода пестицид, который также может быть ужасно смертоносным оружием. Некая иностранная держава хочет заполучить формулу. Учёного убивают, а препарат похищают. Власти подозревают, что Надин замешана в шпионаже. Иммигрантку помещают на борт «экспресса изгнания» из Калифорнии в Нью-Йорк на печально известный остров Эллис, откуда она должна быть депортирована. Но влюблённый в Надин репортёр Стив Рэйнольдс, начинает своё расследование, чтобы доказать её невиновность.

## В ролях
- Анна Стэн — Надин Николас
- Алан Маршалл — Стив Рэйнольдс
- Джером Кауэн — Пол Брэндт
- Уолтер Кэтлетт — Гус
- Леонид Кински — Дэвид
- Ирвинг Пичел — Виктор
- Гарри Дэвенпорт — доктор Хайт
- Фёдор Шаляпин — Кайшевский
- Байрон Фолджер — Серж
- Винс Барнетт — помощник констебля
- и другие